# Daimio bhagava
Daimio bhagava är en fjärilsart som beskrevs av Moore 1865. Daimio bhagava ingår i släktet Daimio och familjen tjockhuvuden. Inga underarter finns listade i Catalogue of Life.

## Bildgalleri

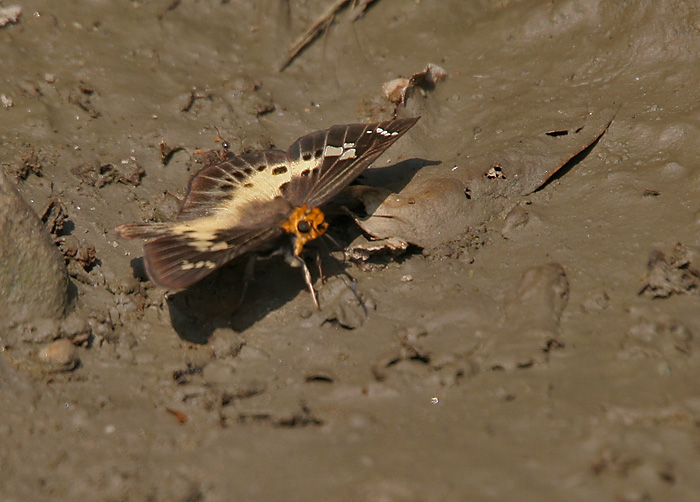
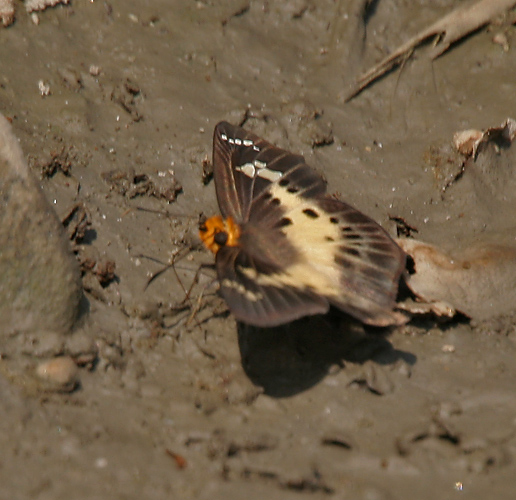